# Ново Лагово
Ново Лагово (на македонска литературна норма: Ново Лагово) е село в южната част на Северна Македония, община Прилеп.

## География
Селото е разположено в областта Пелагония, югозападно от Прилеп.

## История
Църквата „Света Петка“ в Ново Лагово е еднокорабна сграда, с централен купол и с полукръгла апсида на източната страна. Строежът ѝ започва в 2001 година.
Според преброяването от 2002 година селото има 213 жители, от които:
| Националност     | Всичко |
| северномакедонци | 207    |
| албанци          | 0      |
| турци            | 0      |
| роми             | 0      |
| власи            | 0      |
| сърби            | 4      |
| бошняци          | 0      |
| други            | 2      |